# George's Brook-Milton
George's Brook-Milton is een gemeente (town) in de Canadese provincie Newfoundland en Labrador. De gemeente ligt aan de oostkust van het eiland Newfoundland.

## Geschiedenis
George's Brook-Milton werd in 2005 in het leven geroepen als een local service district (LSD). Het ontstond de facto uit de samenvoeging van het reeds bestaande LSD George's Brook met het dorp Milton, dat tot dan toe nooit enige vorm van lokaal bestuur had.
Bij een referendum in mei 2017 stemde een meerderheid van 66,1% van de opgekomen kiezers ermee in om hun LSD om te vormen tot een volwaardige gemeente. Na goedkeuring door het provinciebestuur werd George's Brook-Milton op 8 mei 2018 officieel een town.

## Geografie
De gemeente ligt aan een lange zijarm van de Trinity Bay die gedomineerd wordt door het grote Random Island. Het dorp George's Brook ligt in het noorden en het dorp Milton ligt in het zuiden. De met elkaar vergroeide plaatsen worden doorkruist door provinciale route 230A.
De grote gemeente en centrale plaats Clarenville ligt net ten zuiden van George's Brook-Milton. Beide gemeenten zijn met elkaar vergroeid en vormen tezamen een bewoningskern van bijna 7500 inwoners.

## Demografie
De bevolkingsomvang van George's Brook-Milton schommelde sinds haar oprichting steeds ruwweg rond de 700 à 750.
| Demografische ontwikkeling van George's Brook-Milton tussen 2006 en 2021 |
| ------------------------------------------------------------------------ |
|                                                                          |
| Bron: Statistics Canada (2001–2006, 2011–2016, 2021)                     |